# Oregoni Nemzeti Főemlőskutató Központ
Az Oregoni Nemzeti Főemlőskutató Központ (Oregon National Primate Research Center, ONPRC) az Amerikai Egyesült Államok hét főemlőskutató központjának egyike az Oregon állambeli Hillsboróban. A 0,81 négyzetkilométeres intézmény 1998 óta az Oregoni Egészségtudományi Egyetem része. Az intézet évente tizenegymillió dollár szövetségi támogatást kap. Korábban Oregoni Regionális Főemlőskutató Intézet néven a nemzeti egészségügyi intézet égisze alatt működött.
A telepen 12 állatorvos és száz technikus felügyelete mellett 4200 majmot (rézuszmajmok, japán makákók, közönséges makákók, szavannacerkófok, selyemmajmok és páviánok) tartanak. Az életkörülményeket a mezőgazdasági minisztérium félévenkénti, előre be nem jelentett látogatásai során ellenőrzik. A központot állatjogi csoportok többször kritizálták.
Az állatokkal a termékenységet, az embriófejlődést, az elhízást, az agy fejlődését és rendellenességeit, az elhízást, valamint az új vírusokat (főleg az AIDS-et) vizsgálják. A Time 2007 első számú tudományos eredményének nevezte a főemlősembriók klónozását és az őssejtjeik kinyerését.

## Története
A nemzeti egészségügyi intézet 1,9 milliós támogatását követően a telep építése 1961-ben kezdődött egy 0,97 négyzetkilométeres Washington megyei telken, és 1962-ben adták át. 1970-ben az oregoni lett az első olyan intézmény, ahol kültéri tenyésztés zajlik. 1976-ban a 18 fajhoz tartozó 2100 állatot 225 dolgozó felügyelte.
1988-ban megnyílt a molekuláris biológiai labor, 1992-ben pedig az állatellátó épület. 1998-ban az intézmény az Oregoni Egészségtudományi Egyetembe olvadt. 2002-ben besorolását regionálisról nemzetire változtatták.

## Kutatás
A kutatók számos jelentősebb egészségtudományi kutatás eredményét publikálták.

### Klónozás és őssejtkutatás
A Time magazin 2007 első számú tudományos eredményének nevezte a főemlősembriók klónozását és az őssejtjeik kinyerését abban a reményben, hogy ezt embereknél is alkalmazhatják. A műveletet korábban csak rágcsálókon végezték. 2011-ben hat majomból elsőként klónoztak kiméramajmokat.

### Sclerosis multiplex
A kutatók a sclerosis multiplex általi agykárosodás gyógyulását korlátozó és a koraszülést eredményező tényezőket, valamint a pubertáskor és a termékenység hosszát befolyásoló gént fedeztek fel.

### AIDS
Egyes kutatások szerint az immunrendszer AIDS által károsított összetevője gyógyítható, és utaltak arra, hogy a főemlősökben kimutathatóak a magzatburokon belüli, valamint esetlegesen emberekben a koraszülést okozó fertőzések is.

### Elhízás
Kimutatták, hogy a leptin hogyan fokozhatja vagy gátolhatja az elhízást; mi okozza a leptinrezisztenciát és hogyan fordítható vissza; a terhesség alatti nagy mennyiségű zsírfogyasztás hogyan hat a magzatra; az YY peptid hogyan vezethet kismértékű fogyáshoz; továbbá a kalóriabevitel csökkentése hogyan lassíthatja az öregedést.

## Incidensek

### 2010–2014
2013 júniusában 260 együtt tartott makákó összeverekedett; hat elpusztult vagy elaltatták, 21 pedig megsebesült. A személyzet szerint a viselkedést a közeli építkezésről beszűrődő zaj váltotta ki.
2013 júniusában az agrárminisztérium több egészségügyi és infrastrukturális problémát tárt fel: a rézuszmajmok több mint felének kihullott a fejszőre, aminek okát a személyzet nem tudta megállapítani; emellett az állatok fekhelye szennyezett, kültéri tartózkodójuk pedig sáros volt. A beltéri kennelekben a padlóban és a falakon repedéseket észleltek, amelyek tisztítása nehézkes, így fertőzésveszélyes.
2014-ben egy képalkotó eljárás során egy makákó elpusztult, mivel az altatás során egy szelepet elfelejtettek megnyitni.
2014 februárjában két állat műtétre szorult, miután egy melegítő megégette őket.

### 2015–2019
2015 márciusában a minisztérium megállapította, hogy egy kísérleti szer befecskendezésekor nem követték az előírásokat, így a makákó bőrén elváltozások alakultak ki: nem borotválták le a szőrt, egy helyett hat injekciót adtak be, valamint az előírt 72 órán belül nem értesítették az állatjóléti bizottságot sem.
2016 januárjában bejelentették, hogy 2015-ben egy állat elpusztult, mert beakadt egy láncba, ami egy elavult kialakítású játék része volt.
2017 februárjában két állatba inzulin helyett tuberkulint fecskendeztek, és egyiküket el kellett altatni. Ugyanezen hónapban vélhetően egy nehéz csapóajtó miatt egy pávián fejtörést szenvedett. A vizsgálat során több helyen is az egészségre ártalmas, emellett tűzveszélyes port és pókhálókat találtak.
2018 februárjában egy állaton annak ellenére végeztek császármetszést és őssejtátültetést, hogy kivonták a további sebészeti beavatkozások alól. Ugyanezen hónapban egy állat farkát amputálni kellett, miután beszorult két kennel közé, egy fiatal állat pedig elpusztult, mert beszorult egy fali ketrec mögé. Szintén ebben a hónapban egy állat műtét után nem kapott fájdalomcsillapítót.
2018 májusában egy fiatal állat a pihenőhelyen PVC-csövek közé szorult; mivel állapota később romlott, elaltatták.
2018 júliusában két állat műtét közben elpusztult, mert altatásukat nem megfelelően felügyelték; ugyanezen hónapban két selyemmajmot éjszakára az előírások ellenére víz nélkül hagytak.

### 2020-as évek
2020 januárjában egy fiatal makákó egy acél lefolyófedél alá szorult, mert azt nem megfelelően rögzítették. Augusztusban kettő makákó elpusztult, mert a technikus ketrecüket az állatokkal együtt helyezte a mosóba. Októberben kettő makákó kiszabadult és öt társát megsebesítette.
2021 októberében két makákó súlyosan megsebesült, miután a kenneljük közti zár elromlott, és átmászhattak egymáshoz, ezután pedig összeverekedtek.

## Felügyeleti szervek
Az intézményt 1975-ben a Laborállat-gondozás Nemzetközi Értékelési és Akkreditációs Szövetsége akkreditálta. Az amerikai mezőgazdasági minisztérium félévente előre be nem jelentett ellenőrzést végez. Az Animal Welfare Act részeként kötelező állatjóléti bizottság fenntartása, melynek tagja legalább egy fő, a laboratóriumi állatok gondozásában jártas állatorvos, egy fő kutató, valamint egy fő, az intézménytől független állatjogi képviselő.

## Állatjogi csoportok
2000-ben Matt Rossell állatjogi aktivista magát technikusnak kiadva felvételeket közölt a központból, miszerint áthágják a szövetségi jogszabályokat és figyelmen kívül hagyják a rézuszmajmok stressz-szintjét. Az egyetem szerint a videó félrevezető, az agrárminisztérium vizsgálata pedig a vádakat megalapozatlannak találta.
2007-ben a PETA panaszt tett a szövetségi szerveknél, miután egy tagjuk állást kapott az intézetnél és fotókat, valamint készített. A kutatóközpont szóvivője szerint a majmok viselkedésének oka, hogy az aktivista az állatok számára ismeretlen környezetet teremtett.

## Fordítás
- Ez a szócikk részben vagy egészben  az   Oregon National Primate Research Center című angol Wikipédia-szócikk ezen változatának fordításán alapul.  Az eredeti cikk szerkesztőit annak laptörténete sorolja fel. Ez a jelzés csupán a megfogalmazás eredetét és a szerzői jogokat jelzi, nem szolgál a cikkben szereplő információk forrásmegjelöléseként.